# Дедино (Витебская область)
Дедино (бел. Дзедзіна) — деревня в Докшицком районе Витебской области Беларуси, в Тумиловичском сельсовете. Население — 44 человека (2019).

## География
Деревня находится в 2 км к северу от центра сельсовета, деревни Тумиловичи и в 13 км к северо-востоку от райцентра, города Докшицы. Двумя километрами севернее Дедино протекает река Березина, на которой создана цепь мелиорационных канав.
Деревня соединена местными дорогами с Тумиловичами и шоссе Р29 (Докшицы — Ушачи). Ближайшая ж/д станция Порплище находится в 20 км к западу (линия Полоцк — Молодечно).

## История
В Дедино и окрестностях есть два курганных могильника, что свидетельствует о существовании здесь населения с древности. В 1672 году в деревне сооружён костёл, который был уничтожен в ходе Северной войны. Храм восстановлен в 1746 году владельцем Дедино, полоцким униатским архиепископом Флорианом Гребницким. Этот храм постепенно пришёл в упадок и был разобран в XIX веке.
В 1690 году имение принадлежало Яну Павлу Юдицкому, в начале XVIII века Дедино стало собственностью рода Гребницких.
В 1793 году в результате второго раздела Речи Посполитой Дедино вошло в состав Российской империи.
В первой половине XIX века Дедино перешло в собственность Слотвинских, которым принадлежало также и Гнездилово.
После Советско-польской войны Дедино оказалось в составе межвоенной Польской Республики. в 1930 году в деревне было 96 дворов и 489 жителей. С 1939 года — в составе БССР. Во время фашистской оккупации фашисты сожгли большую часть деревни и расстреляли 11 человек.
После войны численность населения деревни сильно уменьшилась. В 1992 году при кладбище была построена деревянная православная Покровская церковь.

## Достопримечательности
- Деревянная Покровская церковь. 1992 год.
- Каменный крест XIX века на кладбище за церковью.

## Галерея

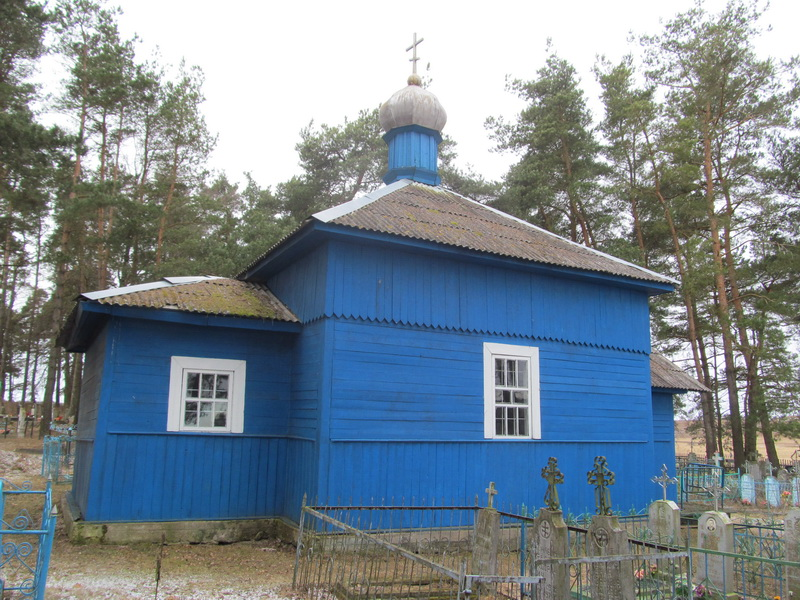
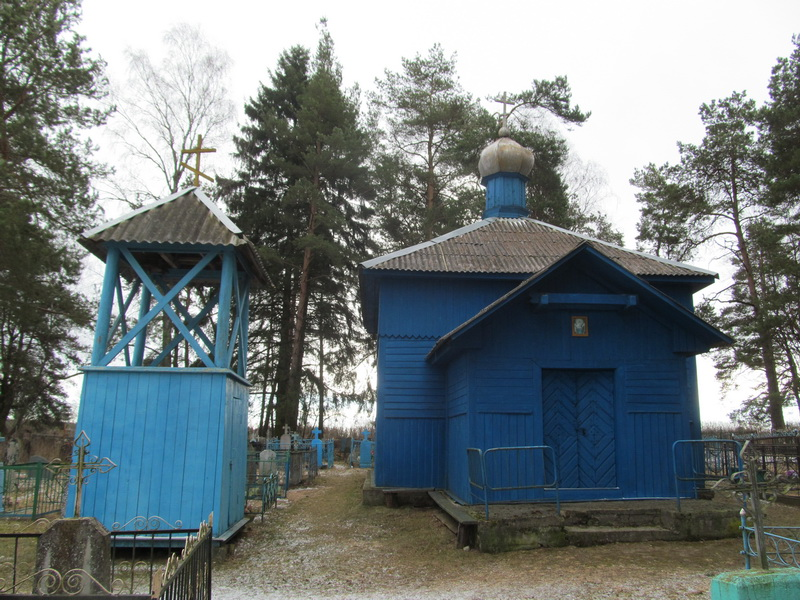